# Pusa
Pusa är ett släkte med öronlösa sälar, inom familjen Phocidae, som första gången beskrevs taxonomiskt av Giovanni Antonio Scopoli 1771. Släktets tre arter ansågs tidigare tillhöra släktet Phoca och vissa auktoriteter placerar dem fortfarande i det släktet.
De tydligaste skillnaderna mot släktet Phoca är okbensbågen i kraniet som är tydlig utskjutande så att den blir synlig från baksidan. Dessutom är fläckarna på pälsen större och de bildar ofta ringar.
Genetiska undersökningar av arternas mitokondriella DNA visade att släktena Phoca, Halichoerus och Pusa bildar en klad i underfamiljen Phocinae medan släktena Pagophilus och Histriophoca bildar den andra kladen (relationen till släktena Cystophora och Erignathus undersöktes inte).
En genetisk studie från 2004 hittade inga bevis att släktets tre arter skulle ha en gemensam anfader.

## Arter
Arterna är, utbredning enligt IUCN:
- Kaspisk säl (Pusa caspica), lever i Kaspiska havet.
- Vikare (Pusa hispida), hittas i Norra ishavet, söderut till Aleuterna, norra Japan, nordöstra Labradorhalvön och norra Norge. Avskilda populationer finns i Östersjön och i finska insjöar.
- Bajkalsäl (Pusa sibirica), förekommer i Bajkalsjön.